# Venesjärvi
Venesjärvi är en sjö i Finland. Den ligger i kommunen Kankaanpää i landskapet Satakunta, i den sydvästra delen av landet, 230 km nordväst om huvudstaden Helsingfors. Venesjärvi ligger 79,4 meter över havet. Den är 5,36 meter djup. Arean är 3,12 kvadratkilometer och strandlinjen är 32,35 kilometer lång. Sjön  ingår i Karvia å huvudavrinningsområde.   I omgivningarna runt Venesjärvi växer i huvudsak blandskog.
I övrigt finns följande i Venesjärvi:
- Kangonsaari (en ö)
- Korkeasaari (en ö)
- Ruissaari (en ö)
- Junninsaari (en ö)
- Lammassaari (en ö)
- Tynnyrisaari (en ö)
- Heinäsaari (en ö)
- Eevansaari (en ö)
- Yrkönsaari (en ö)
- Lokainensaari (en ö)
- Marjasaari (en ö)
- Melusaari (en ö)
- Salmensaari (en ö)